# Pudosch

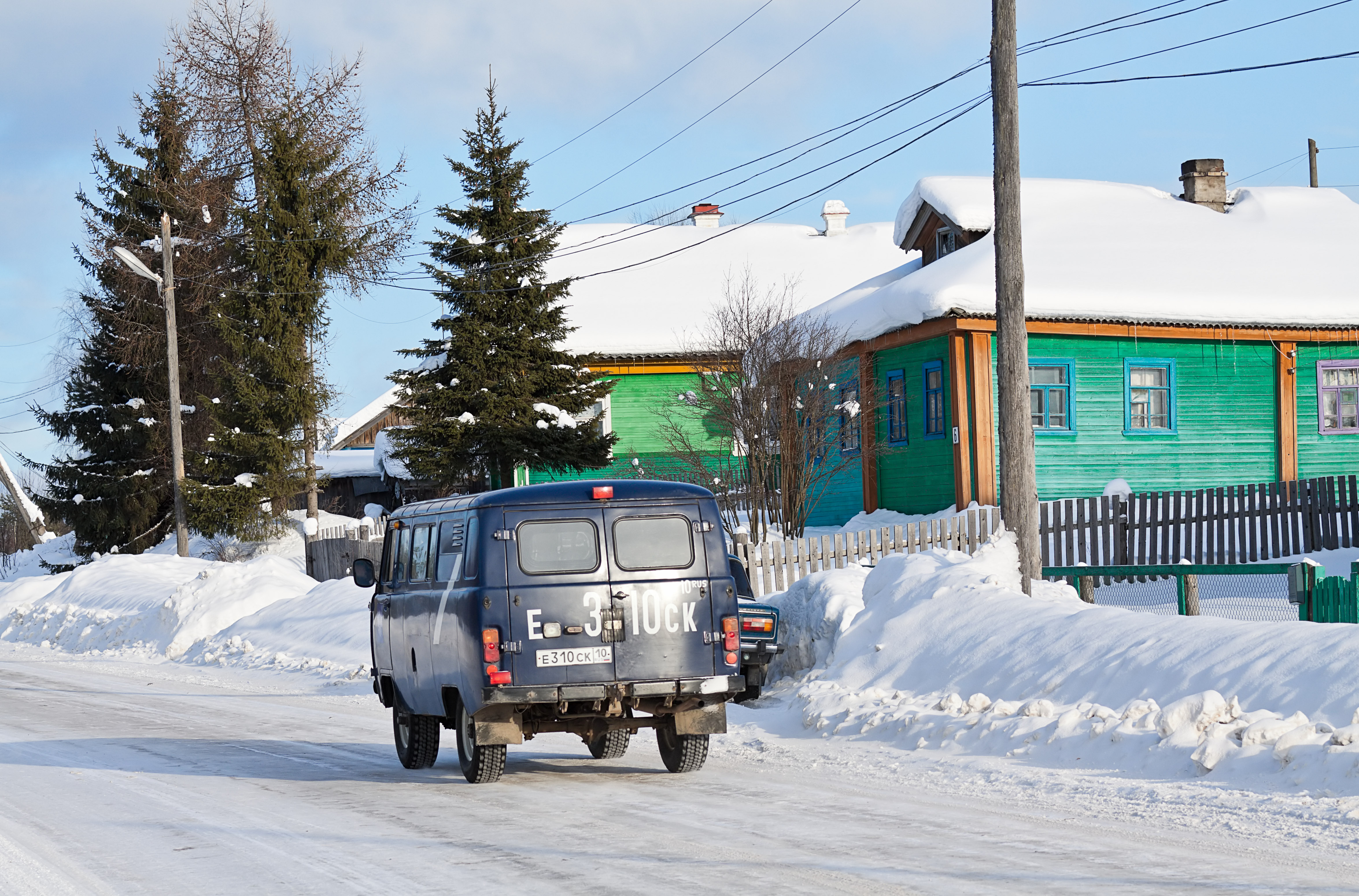
Straße in Pudosch

Pudosch (russisch Пудож, karelisch Puudoži, finnisch Puutoinen oder Puudosi) ist eine Stadt in der Republik Karelien (Russland) mit 9698 Einwohnern (Stand 14. Oktober 2010).

## Geografie
Die Stadt liegt etwa 115 Kilometer östlich der Republikhauptstadt Petrosawodsk am rechten Ufer der Wodla, etwa 30 Kilometer oberhalb ihrer Mündung in den Onegasee.
Pudosch ist Verwaltungszentrum des gleichnamigen Rajons.

## Geschichte
Der Ort entstand 1382 als Siedlung Pudoga, später auch Pudoshski pogost (Pudoscher Kirchhof) genannt. Der Name ist von karelischen Wort für Flussarm abgeleitet.
Am 16. Mai 1785 erhielt der Ort das Stadtrecht unter dem heutigen Namen, später als Verwaltungszentrum eines Kreises des Gouvernements Olonez.
Gegen Ende des 18. Jahrhunderts entstanden in der Gegend mehrere Glaswerke, gegen Ende des 19. Jahrhunderts Sägewerke. Seit dem 19. Jahrhundert werden die grauen und rosagrauen Granite von Kaschina Gora für die Verkleidung Sankt Petersburger und Moskauer Bauwerke verwendet.
In der Stadt bestand das Kriegsgefangenenlager 447 für deutsche Kriegsgefangene des Zweiten Weltkriegs.

## Bevölkerungsentwicklung
| Jahr | Einwohner |
| ---- | --------- |
| 1897 | 01.455    |
| 1926 | 02.194    |
| 1939 | 04.405    |
| 1959 | 07.044    |
| 1970 | 07.970    |
| 1979 | 08.692    |
| 1989 | 10.982    |
| 2002 | 10.632    |
| 2010 | 09.698    |

Anmerkung: Volkszählungsdaten

## Kultur und Sehenswürdigkeiten
Im Stadtzentrum ist eine Reihe von Wohngebäuden aus dem 19. Jahrhundert erhalten. Die Stadt besitzt ein Historisches und Heimatmuseum.
Bei der Mündung der Wodla in den Onegasee wurden etwa 800 jungstein- und bronzezeitliche Felszeichnungen, die sogenannten Onega-Petroglyphen, entdeckt. Seit Juli 2021 sind die Petroglyphen des Onegasees und des Weißen Meeres eine UNESCO-Welterbestätte.
Nördlich der Stadt erstreckt sich seit 1991 der 468.915 Hektar große Wodlosero-Nationalpark, der seit 2001 den Status eines UNESCO-Biosphärenreservates besitzt. Eines der Besucherzentren sowie die Verwaltung des Pudoscher Sektors des Parks befindet sich im Dorf Kugnawolok des Rajons Pudosch.

## Wirtschaft
In Pudosch sind Betriebe der Holz-, holzverarbeitenden und Lebensmittelindustrie ansässig.

## Söhne und Töchter der Stadt
- Pawel Wiltschewski (1874–1958), General[4]
- Igor Andropow (1941–2006), Diplomat[5]
- Wladimir Pettai (1973–2011), Fußballschiedsrichter